# Espelho Cristalino
O Espelho Cristalino, cujo nome completo é Espelho Cristalino em Jardim de Várias Flores, é uma obra de natureza histórica, de autoria do frei Diogo das Chagas (OFM) (1584-1661).
O manuscrito, redigido entre 1646 e 1654, encontra-se depositado em nossos dias na Biblioteca Pública e Arquivo de Ponta Delgada.
Foi publicado pela primeira vez quando da edição do "Arquivo dos Açores" ao final do século XIX, e encontra-se reeditado na Colecção de Fontes para a História dos Açores, em 1989.
Nesta obra o autor apresenta uma reflexão acerca das origens do mundo e do reino de Portugal, para então debruçar-se sobre as ilhas dos Açores, com nítida influência de Gaspar Frutuoso ("Saudades da Terra"), embora atualizando muitos dos dados, nomeadamente os de natureza demográfica e religiosa.